# هاينريش هرتز
هاينريش رودولف هرتز (بالألمانية: Heinrich Rudolf Hertz) (هامبورغ، 1857 - بون، 1894) هو فيزيائي ألماني أثبت بتجاربه وجود الأمواج الراديوية وبين أن خصائصها شبيهة بخصائص الأمواج الضوئية. وقد كان لتجاربه فضل كبير في اختراع التلغراف اللاسلكي.
قام هاينريش رودولف هرتز بتنقيح وتوسيع نظرية ماكسويل الخاصة بالنظرية الكهرومغناطيسية للضوء والتي تم شرحها لأول مرة من قبل ديفيد ادوارد هيجز.
ولد هرتز في هامبورغ بألمانيا في 22 فبراير 1857 لجوستاف هيرتس وآنا هيرتس. تلقى دراستة الثانوية في هامبورغ، وأبدى أثناء دراسته تلك اهتمامًا خاصًا بدراسة العلوم واللغات، وشرع في تعلم اللغتين العربية والسنسكريتية.
حصل هرتز على الدكتوراة من جامعة برلين سنة 1880 وأصبح محاضر فيزياء نظرية في جامعة كيل. في سنة 1885 أصبح بروفسورا في جامعة كارلسروهه.
كان لديه دائمًا اهتمامًا عميقًا في مجال الأرصاد الجوية ربما كانت مستمدة من اتصالاته مع فيلهلم فون بيزولد (الذي كان أستاذ هرتز في دورة المختبر في معهد البوليتكنيك في ميونيخ في صيف عام 1878). ومع ذلك لم يساهم هرتز كثيرا في هذا المجال نفسه باستثناء بعض المواد في وقت مبكر كمساعد لهيلمولز في برلين، بما في ذلك البحث عن تبخر السوائل، نوعا جديدا من أجهزة قياس الرطوبة، ووسيلة الرسوم البيانية لتحديد خصائص الهواء الرطب عندما بتعرض لتغييرات ثابت الحرارة.

## السيرة الذاتية

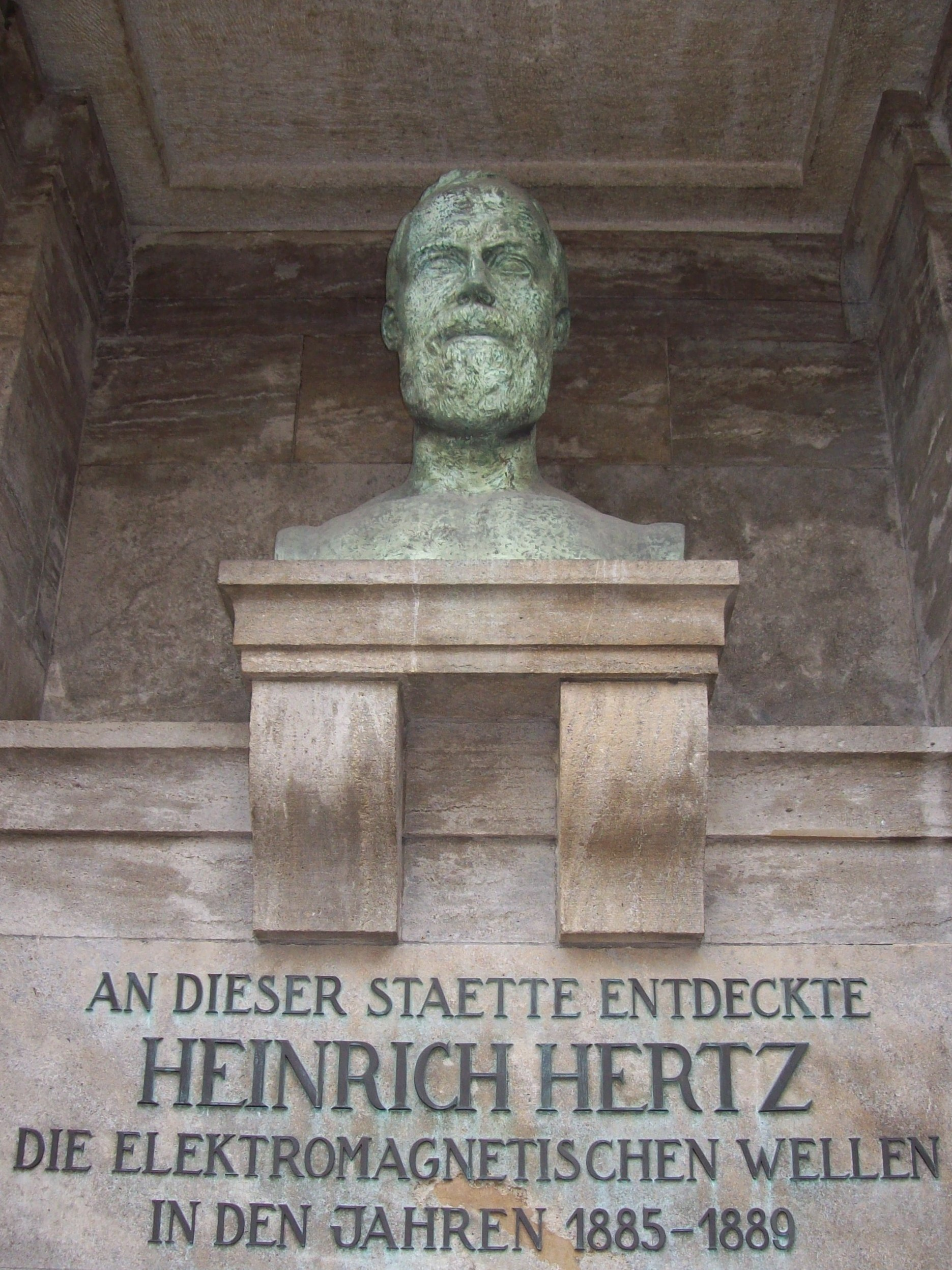
تمثال لهاينريش رودولف هرتز في معهد كارلسروه للتكنولوجيا.

ولد هاينريش رودولف هرتز في عام 1857 في مدينة هامبورغ، دولة ذات سيادة في الإتحاد الألماني، في عائلة هانزية مزدهرة ومثقفة. كان والدة غوستاف هرتز فرديناند (أسمه الأصلي ديفيد غوستاف هرتز) محاميا، وعضوا في مجلس الشيوخ فيما بعد. وكانت والدته آنا إليزابيث بفيفيركورن.
جد هرتز الأكبر (والد جده)، دافيد هاينريش هرتز (اسمه الأصلي هرتز هرتز) (1797-1862)، كان رجل أعمال، بينما كان جدته (من ناحية الأب) بيرثا بيتي اوبنهايم ابنة المصرفي الشهير سالمون اوبنهاين الأبن من كولونيا.
الجد الرابع لهرتز، ديفيد وولف هرتز (1757-1822)، الأبن الرابع لبنيامين وولف هرتز إنتقل من هامبورغ في عام 1793، ليبدأ حياته كجوارهجي، دفن ديفيد وزوجته سكوني هرتز (1760-1834) في مقبرة يهودية في أوتينسن. كان إبنهما الأول ولف هرتز (1790-1859) رئيسا للمجتمع اليهودي. في عام 1834 تحول كل من هاينريش رودولف هرتز الأب وأجداده من اليهودية إلى المسيحية في عام 1834. كانت عائلته من جانب الأم لوثرية.
أظهر هاينريش رودولف هرتز أثناء دراسته في جوهانيومس جيليهرتينشولي في هامبورغ نبوغه في العلوم واللغات خصوصا العربية والسنسكريتية. درس هرتز العلوم والهندسة في مدن ألمانيا كدرسدن وميونيخ وبرلين، درس هناك تحت غوستاف روبرت كيرشهوف، وهرمان فون هلمهولتز. في عام 1880، حصل هرتز على شهادة الدكتوراة من جامعة هومبولت في برلين، ثم أمضى ثلاثة أعوام يعمل مع هرمان فون هلمهولتز كمساعد له. في عام 1883، حصل هرتز على وظيفة كمحاضر في الفيزياء النظرية في جامعة كيل. في عام 1885، أصبح هرتز أستاذا متفرغا في معهد كارلسروه للتكنولوجيا.
في عام 1886 تزوج هرتز من إليزابيث دول، ابنة الدكتور ماكس دول، المحاضر في الهندسة في معهد كارلسروه للتكنولوجيا. أنجبوا إبنتين جوهوانا التي ولدت في 20 أكتوبر عام 1887 وماتيلد التي ولدت في 14 يناير عام 1891، والتي أصبحت بيولوجية مشهورة. خلال هذه الفترة أجرى هرتز أبحاثة عن الموجات الكهرومغناطيسية.
حصل هرتز على منصب أستاذا في الفيزياء ومدير لمعهد الفيزياء في جامعة بون في 3 إبريل عام 1889، بقى في هذا المنصب حتى يناير 1894. خلال هذه الفترة عمل على الميكانيكا النظرية ونشر أعماله في كتاب بعنوان مبادئ الميكانيكا في شكل جديد. نشر هذا الكتاب بعد وفاته في عام 1894.

### الوفاة
في عام 1892، شخص مرض هرتز بأنه عدوي (بعد معاناته مع صداع نصفي شديد)، وخضع للعديد من العمليات لعلاج مرضة. توفي هرتز بورام حبيبي ويغنري عن عمر يناهز 36 عاما في بون، ألمانيا في عام 1894، ودفن في مقبرة Ohlsdorf في هامبورغ.
لم تتزوج زوجتة إليزابيث هرتز ني دول (1864-1941) بعد وفاته. توفى هرتز تاركا خلفه إبنتيه جوهانا (1887-1967) وماتيلد (1891-1975). لم تتزوج بنات هرتز ولا يوجد أحفاد له.

## الأعمال العلمية

### الأرصاد الجوية
دائما ما كان لهرتز اهتماما كبيرًا بعمليات الأرصاد الجوية، ربما بسبب إتصاله مع فيلهلم فون بيزولد (كان أستاذا له في معمل بمعهد ميونخ في صيف عام 1878). لم يساهم هرتز كثيرا في هذا المجال كثيرا بإستثناء بعض المقالات المبكرة أثناء عمله كمساعد هلمهولتز في برلين، مع أبحاثا عن تبخر السوائل، ونوع جديد من جهاز قياس الرطوبة، وطريقة بيانية لتحديد خصائص الهواء الرطب عندما يتعرض لتغيرات عند ثبات درجة الحرارة.

### ميكانيكا الإتصال

ميكانيكا الإتصال

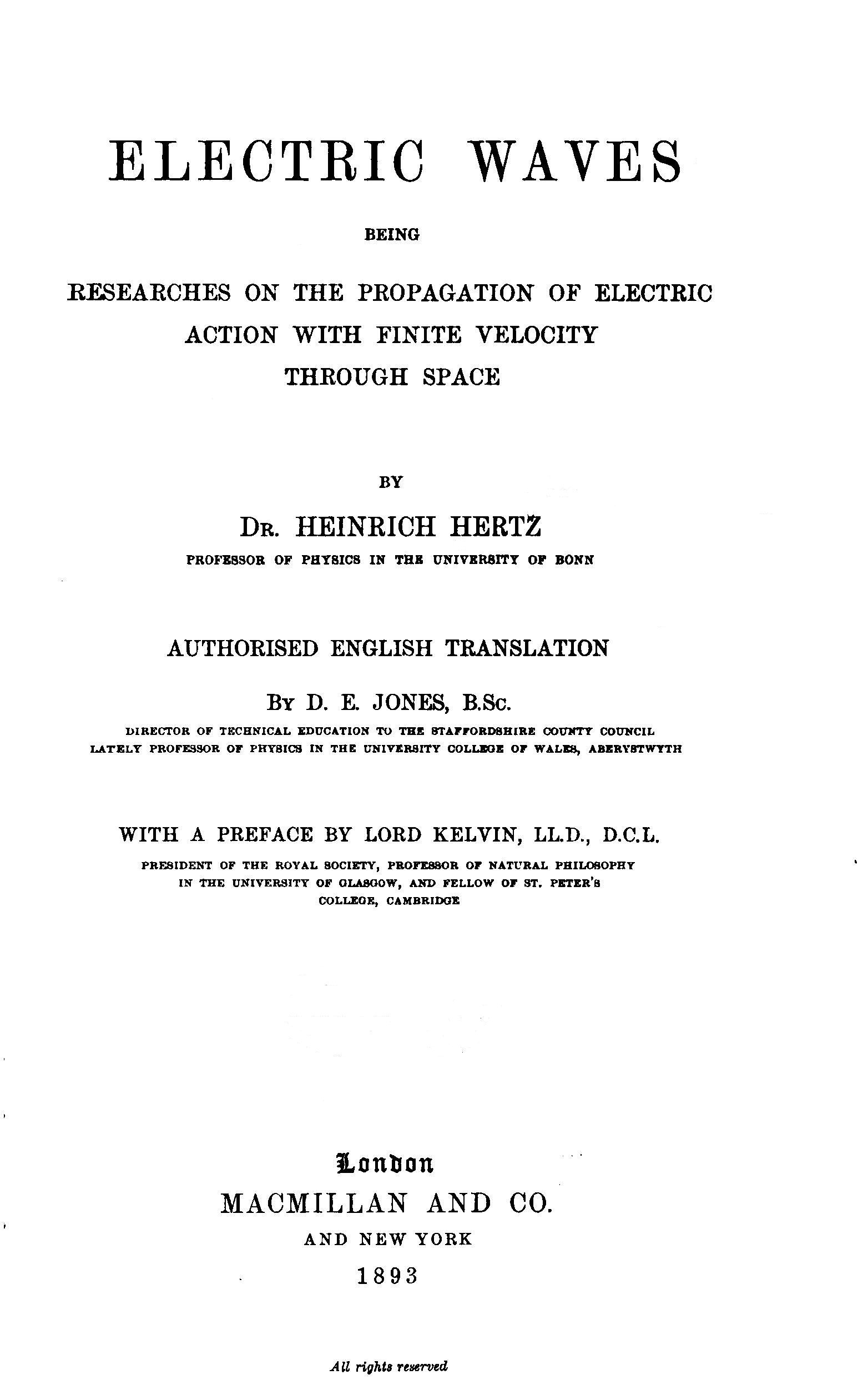
كتاب عن الموجات الميكانيكية المنشور عام 1893، العام السابق لوفاته. published in 1893, a year before Hertz's death.

في الفترة ما بين عام 1886 وعام 1889، نشر هرتز مقالين عن ما الذي يجب أن يكون معروفا في مجال ميكانيكا الإتصال. كان هرتز معروفا جيدا بإسهاماته في مجال الديناميكا الكهربائية، ومع ذلك معظم الأوراق التي تهتم بطبيعة ميكانيكا الإتصال أخذت ورقتين هرتز كمصدر هام لبعض الأفكار. جوزيف فالنتين بوسينيسق نشر بعض الملاحظات هامه عن أعمال هرتز، وأعتبرت هذه الملاحظات ذات أهمية كبيرة في ميكانيكا الإتصال.
وضح هرتز من خلال أعماله سلوك كائنين شبة متماثلين متصلين عند التحميل، وحصل على النتائج معتمدا على النظرية الكلاسيكية لميكانيكا المرونة والإستمرارية. أهم أسباب فشل هذه النظرية هو إهمالة لطبيعة الإتصال بين المواد الصلبة. كان من الطبيعى أن تهمل هذه الطبيعة في ذلك العصر لعدم وجود طرق تجريبية لاختبارها.
لتطوير نظريته استخدم هرتز ملاحظاته عن حلقات نيوتن الإهليلجية المتشكلة عند وضع كرة زجاجية على عدسة كأساس لها، مفترضا أن الضغط الذي تمارسه الكرة يتم توزيعه على شكل قطع ناقص. واستخدم حلقات نيوتن مرة أخرى أثناء محاولاته لإثبات صحه نظريتة باستخدام تجارب لحساب الإزاحة التي سببتها الكرة. هذه النظرية كأساس ومرجع لهم عند حسابهم الإزاحة النظرية في نظرية الإلتصاق في عام 1971.
تعتبر نظرية هرتز خارجة عن السياق إذ أعتبر إلتصاق المواد بصفر (المادتين غير متصلتين). في عام 1975 نشر كلا من بوريس فلاديميروفيتش ديرجاجوين، مولر وتوبوروف افتراضات مختلفة التي أصبحت معروفة في الأوساط البحثية باسم نظرية DMT. لتصبح مع نظرية JKR أساس نظرية ميكانيكا الإتصال عند أي مرحلة انتقال.

## الإضطهاد النازي
كان هاينريش هرتز لوثري طوال فترة حياته، ولا يعتبر نفسه يهودي، وتحولت عائلة والده كلها من اليهودية إلى اللوثرية، عندما كان والده في السابعة من العمر في عام 1834. تمت إزالة صورة هرتز من مبنى البلدية (Rathaus) في مدينة هامبورغ عندما تولى النظام النازي الحكم بسبب انتسابة الجزئي لليهودية.
هاجرت أرملة هرتز وبناته إلى إنجلترا في ثلاثينات القرن الماضي.

## الأرث والتكريم

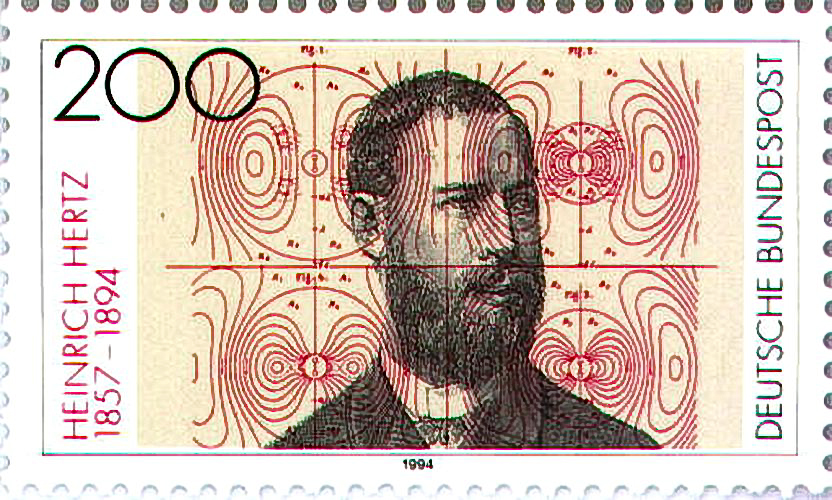
هاينريش رودولف هرتز

حصل ابن أخ هاينريش هرتز جوستاف لودينج هرتز على جائزة نوبل، كما إخترع ابنه كارل هيلموت هيرتز تخطيط الصدى الطبي.
خلدت نظام الوحدات الدولي (SI) اسم هرتز بجعله وحدة قياس التردد في اللجنة الكهروتقنية الدولية عام 1930، وهو يعبر عن عدد الدورات التي تحدث في الثانية الواحدة. تم اعتماد هذه الوحدة في المؤتمر العام للأوزان والمقاييس CGPM وبذلك إنتهي استخدام واحدة «دورة لكل ثانية» (cps).

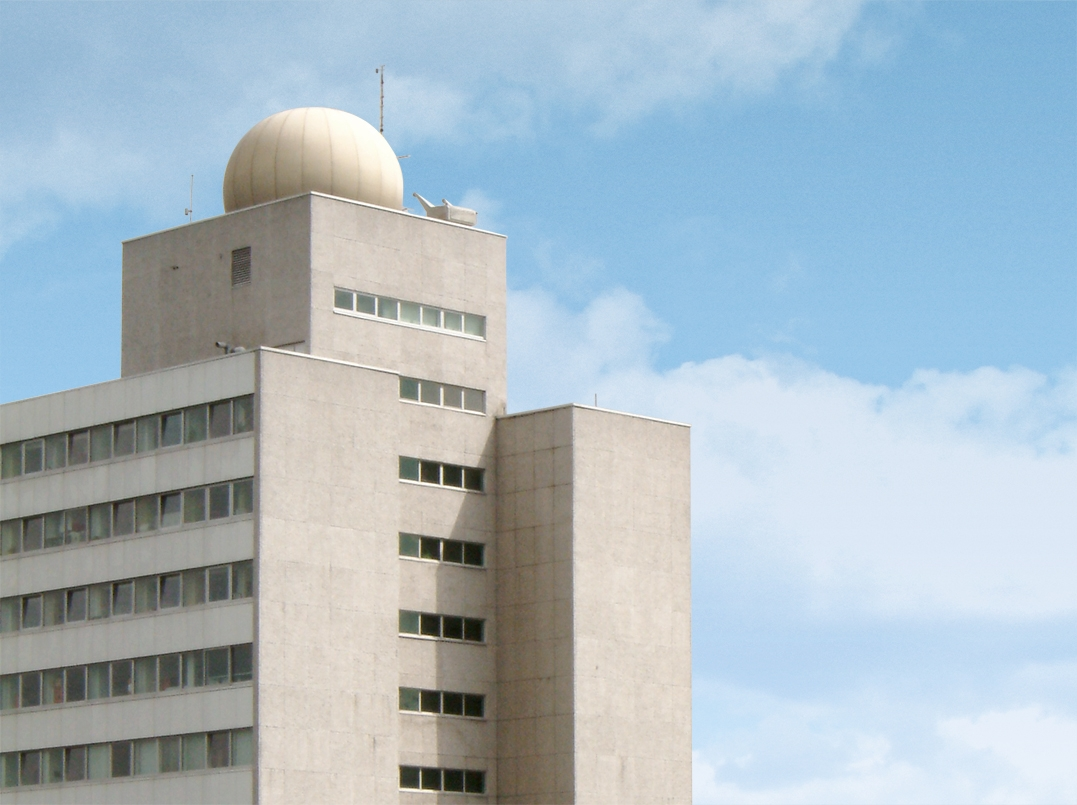
معهد هينريش هرتز للتذبذبات في برلين

في عام 1928 تم تأسيس معهد هينريش هرتز للتذبذبات في برلين. ويعرف الآن باسم معهد فراونهوفر للاتصالات السلكية واللاسلكية، معهد هينريش هرتز، HHI.
في عام 1969 في ألمانيا الشرقية تم تخصيص ميدالية تذكارية باسم هاينريش هرتز. كما أنشئ وسام هاينريش هرتز من جمعية مهندسي الكهرباء والإلكترونيات (IEEE) في عام 1987، وهو وسام سنوي يعطى للإبحاث البارزة المتعلقة بالموجات.
أطلق اسم هرتز على إحدى فوهات القمر الموجودة في الجانب البعيد من القمر، خلف الجزء الشرقي.
في روسيا يوجد سوق للمواد الإلكترونية بإسمة في نيجني نوفغورود، روسيا.

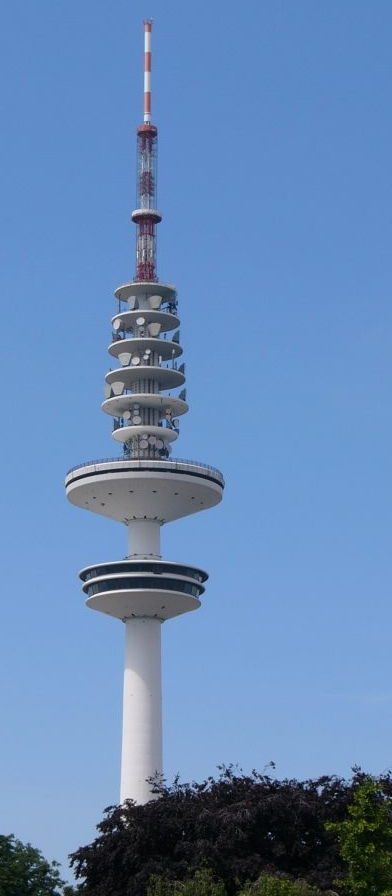
برج هرتز.

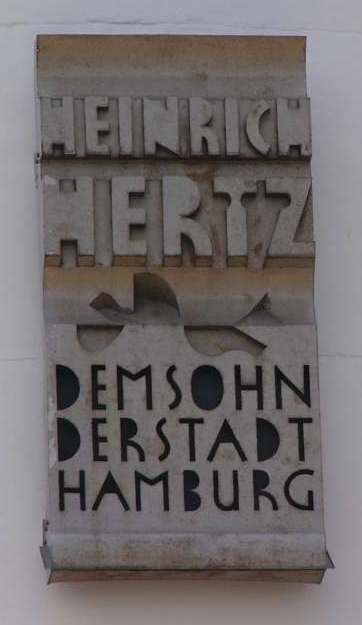
لوحة بإسم هيتز على برج الإتصالات

سمى برج اتصالات في مدينة هامبورغ على إسمه.
تم تكريم هرتز في اليابان أيضا باعتباره عضو في جماعة الكنز المقدس، والتي تحتوى على أهم الشخصيات البارزة التي خدمت البشرية، مثل العلماء.
تم تكريم هاينريش هرتز في الكثير من بلدان العالم بوضع صورته على طوابع البريد.
في يوم عيد ميلاده في عام 2012، كرمت جوجل هرتز بدودل عن ملخص عن سيره حياته وأهم أعماله في الصفحة الرسمية لها.

## وصلات خارجية
- هاينريش هرتز على موقع الموسوعة البريطانية (الإنجليزية)
- هاينريش هرتز على موقع إن إن دي بي (الإنجليزية)
- Chisholm, Hugh, ed. (1911). "Hertz, Heinrich Rudolf" . Encyclopædia Britannica (بالإنجليزية) (11th ed.).